# Myles Brown
Devon Myles William Brown (21 de maio de 1992) é um nadador sul-africano que disputou as Olimpíadas de 2016.

## Jogos Olímpicos de 2016
Brown disputou duas provas no Rio, nos 200 metros livre terminou em décimo terceiro lugar, e nos 400 metros livre chegou em décimo segundo.